# بركة العقيق
بركة العقيق هي بركة كبيرة على شكل مربع مدرجة من جميع جوانبها، والبركة عبارة عن جزء من معالم أثرية لمحطة رئيسة على درب زبيدة.

## الموقع والوصف
تقع المحطة على مسافة 45 كيلو مترًا شمال شرق موقع الضريبة في وادي العقيق، والموقع عبارة عن منحدر بسيط غرب وادي العقيق،  وتقوم المباني والمنشآت جميعها فوق المنحدر الغربي حيث تتمتع بالحماية من السيول، وأما الجانب الشرقي للوادي فتوجد به البرك والقنوات وبعض المنشآت ويظهر درب زبيدة واضحًا في هذا الموقع .